# 五氯硝基苯
五氯硝基苯，通常缩写成PCNB，是一种注册的杀菌剂，在結構上衍生自硝基苯。它是一种灰白色或黄色固体，根據它的纯度而定，而且带有霉味。

## 製備
PCNB最初于1868年在实验室合成。1930年代，它由拜耳公司在德国引入农业界，成為汞农药的替代品。PCNB由在60-70 °C的氯磺酸中將硝基苯氯化制得，以碘为催化剂。PCNB也可以由將氯化苯硝化製備。合成PCNB的副产品是六氯苯（HCB），跟PCNB一样危险。
5 Cl2  +  C2H5NO2   →   C6Cl5NO2  +  5 HCl

## 主要反应
PCNB可以与乙醇和氢氧化钾反应，生成五氯苯乙醚，可見它非常活潑：
C6Cl5NO2 + KOCH2CH3  →   C6Cl5OCH2CH3 +  KNO2
虽然PCNB的保質期长，但它在土壤中不稳定，半衰期为1.8天。它會降解成其他代谢物，主要还原成五氯苯胺（PCA），也可以水解成五氯苯甲硫醚和五氯酚(PCP)。另一個代谢物是甲基五氯苯硫醚（MPCPS）。有關降解机制的資料目前很少。
C6Cl5NO2  +  6 [H]   →   C6Cl5NH2  +  2 H2O
C6Cl5NO2  +  6 H2O   →   C6Cl5OH  +  HNO2

## 应用
PCNB可以用作杀菌剂，以抑制各种農作物中（如棉花、水稻和籽粒）的真菌生長。它还可以用來防止工业水中形成粘液。作物中可以含有残留量的PCNB及其代谢物。PCA和PCTA存在於耕作土壤和河流沉积物中。
1993年4月，PCNB在美国被宣布为有害空气污染物。根據1996年的食品保护质量法案（FPQA），美国环保署于2006年再次审查了PCNB重新注册的资格，因此，PCNB在農業方面的用途被终止或限制。2010年8月，用于杀菌剂配方的工业PCNB中被发现含有可能有毒的代谢物後，美国环保局停止了PCNB的销售，直到问题得到解决。2011年11月，美國環保局批准了一些PCNB的注册，使其重新出現在美国的高尔夫球场草皮、马铃薯、棉花、观赏球茎和油菜作物的市场上。PCNB在中国和日本等其他国家被廣泛用作杀菌剂。

## 書目
- Aschbacher PW, Feil VJ, Metabolism of pentachloronitrobenzene by goats and sheep; J Agric Food Chem. 1983 Nov-Dec; 31(6):1150-8.